# کارولینا کاسترو
کارولینا کاسترو (زادهٔ ۱۱ مه ۱۹۷۹) تاجر و عضو اتحادیهٔ کارگری اهل آرژانتین است. او اولین زنی بود که به کمیتهٔ اجرایی اتحادیهٔ صنعتی آرژانتین پیوست و از سوی بی‌بی‌سی به عنوان یکی از ۱۰۰ زن آن در سال ۲۰۲۰ معرفی شد.
کاسترو دارای مدرک علوم سیاسی از دانشگاه بوئنوس آیرس است. در دولت مائوریسیو ماکری، به عنوان معاون وزیر در وزارت تولید مشغول به کار بوده است. او در سال ۲۰۱۹، توسط انجمن کارخانه‌های قطعه‌سازی آرژانتین به عنوان نمایندهٔ بخش خودرو در کمیتهٔ اجرایی اتحادیهٔ صنعتی آرژانتین انتخاب شد. او اولین زنی است که در تاریخ ۱۳۰سالهٔ این اتحادیه به پست مدیریتی رسیده است.
کاسترو فعالیت‌های خود را در زمینهٔ توسعهٔ برابری جنسیتی در محیط کار ادامه داده و شرکت خانوادگی او در زمینهٔ تولید قطعات خودرو فعالیت می‌کند و با استخدام زنان در بخش تولید، تصورهای قدیمی نسبت به حضور زنان در مشاغل فنی را نقض کرد.

## زندگی‌نامه
کاسترو دارای مدرک علوم سیاسی از دانشگاه بوئنوس آیرس است. در طول دولت مائوریسیو ماکری، او به عنوان معاون وزیر در وزارت تولید، برای مشاغل کوچک و متوسط خدمت کرد.
او در سال ۲۰۱۹ توسط انجمن کارخانه‌های قطعه‌سازی آرژانتین (Asociación de Fábricas Argentinas de Componentes) به عنوان نمایندهٔ بخش خودرو در کمیتهٔ اجرایی اتحادیهٔ صنعتی آرژانتین (UIA) انتخاب شد. او اولین زنی است که در تاریخ ۱۳۰سالهٔ UIA به پست مدیریتی دست یافته‌است. فعالیت او به ایجاد تغییرات به سمت برابری جنسیتی بیشتر در محل کار کمک کرده‌است.
کاسترو سومین نسلی است که در تجارت خانوادگی، صنایع گوئیدی کار می‌کند، که قطعات خودرو را تولید و آنها را برای تویوتا و جنرال موتورز عرضه می‌کنند. این شرکت با به‌کارگیری زنان در حوزهٔ تولید با میانگین بالاتری نسبت به بقیهٔ نیروهای کار، کلیشه‌ها را شکسته‌است. او اخیراً Rompimos el Cristal (شیشه را شکستیم) را منتشر کرده‌است، مجموعه‌ای از گفتگو با ۱۸ زن آرژانتینی که در تجارت، هنر، سیاست و علم سرآمد هستند.

## جوایز
کاسترو به‌عنوان یکی از ۱۰۰ زن سال بی‌بی‌سی در سال ۲۰۲۰ انتخاب شد.